# Gesellschaft für bildende Kunst und vaterländische Altertümer zu Emden
Die Gesellschaft für bildende Kunst und vaterländische Altertümer seit 1820; kurz 1820dieKUNST, ist ein Emder Kunstverein, der sich der umfassenden Sammlung und Erhaltung von ostfriesischen Kunst- und Kulturgütern widmet. Die Gesellschaft wurde am 26. März 1820 gegründet und ist damit der viertälteste Kunst- und Kulturverein Deutschlands.

## Rechtslage
„Der seit 1820 bestehenden Gesellschaft sind durch die allerhöchste Order von König Wilhelm von Preußen am 6. Juni 1870 die Rechte einer juristischen Person verliehen worden.“ Das bedeutet, der Vereinscharakter wurde ihr bereits vor Inkrafttreten des BGB am 1. Januar 1900 zugesprochen. Heute gelten diese Vereine als altrechtliche Vereine, die keiner  Eintragung ins Vereinsregister bedürfen.

## Geschichte
Am 26. März 1820 gründeten sechs Emder Bürger einen Kunstverein, um den sich abzeichnenden Verlust der einheimischen Kunstschätze zu verhindern.
Hintergrund war der schon länger andauernde Ausverkauf von Kulturgütern ins Ausland. In den 20er Jahren des 19. Jahrhunderts befanden sich in Emden und Ostfriesland bedeutende Werke der niederländischen Ölmalerei, die zunehmend das Interesse ausländischer Kunstfreunde oder Händler weckten. Viele nach den napoleonischen Kriegen verarmte ostfriesische Familien waren gezwungen, ihre Gemälde und sonstigen Kunstobjekte zu verkaufen. Die Gründungsväter wollten den Ausverkauf der lokalen Kunst aufhalten. So wurde beschlossen, eine Sammlung von Gemälden und sonstigen Erzeugnissen der bildenden Kunst nach und nach anzuschaffen.
„Mit seinen Freunden Tholen, Reimers, Loesing, Wiarda, Schuirmann hatte er [Dothias Wilhelm Suur] zwischen 1815 und 1820 zu seinem Schmerze wahrgenommen, dass nach dem Wiederaufleben des Sinnes für Ölmalerei fremde Handelsleute gute alte Gemälde aus Emden ausführten, sodass diese der Stadt verloren gingen, und der Entschluss war bei allen rege geworden, gelegentlich auch Gemälde anzukaufen.“
Bereits 1823 fasste der Zusammenschluss kunstinteressierter Emder seine Ziele weiter. Der Sammelschwerpunkt wurde auf alle erhaltenswerten Objekte der ostfriesischen Kultur und Geschichte ausgeweitet. Um dem neuen Anspruch gerecht zu werden, wurde der Kunstliebhaberverein in „Emder Gesellschaft für bildende Kunst und vaterländische Altertümer“ umbenannt. 1832/1833 erwarb der Verein in der Kirchstraße ein Gebäude, wo eine öffentliche kunst- und regionalgeschichtliche Bibliothek eingerichtet wurde.
Um auch selbst die Erforschung der regionalen Geschichte aktiv zu fördern, begannen die Mitglieder ab 1870 regelmäßig wissenschaftliche, kunst- oder geschichtlich orientierte Dienstagsrunden zu veranstalten. Die Ergebnisse dieser Zusammenkünfte wurden im Emder Jahrbuch veröffentlicht. Etwa zur gleichen Zeit (1869) kaufte die Gesellschaft ein Bürgerhaus in der Großen Straße in Emden. Es diente forthin zu regelmäßigen Treffen, aber auch zur Ausstellung von Kunst und historischen Objekten.
Nach dem Ersten Weltkrieg stieg die Mitgliederzahl auf den bis dato höchsten Stand von 830 Personen. In dieser Zeit wurden auch in anderen ostfriesischen Städten Kunstvereine nach Emder Vorbild gegründet, worin zum Beispiel der Heimatverein Norden seinen Ursprung findet.

## Das Ostfriesische Landesmuseum
Im Jahr 1934 erhielt das mittlerweile zu einem Museum ausgebaute Gesellschaftshaus in der Großen Straße den passenden Namen: Ostfriesisches Landesmuseum. Während des Zweiten Weltkriegs wurde das Haus durch Bombentreffer vollständig zerstört. Zu diesem Zeitpunkt waren alle Kunst- und Kulturobjekte bereits ausgelagert, sodass sie nach Kriegsende zu einem Großteil unbeschädigt nach Emden zurückkehrten. Bis Anfang der 1960er Jahre waren Fragmente der Sammlung auf improvisierte Ausstellungsräume in Emden und dem angrenzenden Ort Hinte verteilt.
1962 konnten die Sammlungsbestände gemeinsam mit der Rüstkammer der Stadt Emden im neu errichteten Rathaus am Delft ausgestellt werden. Seither sind die themenreichen Sammlungen der KUNST im Ostfriesischen Landesmuseum Emden wieder für die Öffentlichkeit zu besichtigen.
In den Jahren 2003 bis 2005 wurde das Museumsgebäude grundlegend umgebaut. Am 6. September 2005 wurde die Wiedereröffnung im Emden gefeiert. Heute ist das Ostfriesische Landesmuseum Emden ein europäisches Regionalmuseum mit dem Schwerpunkt „Emden – historisches Friesland Europa“ und zugleich die älteste museale Sammlung der Region. Das Haus besitzt zwei Träger, die „Gesellschaft für bildende Kunst und vaterländische Altertümer seit 1820“ und die Stadt Emden. Beide besetzen paritätisch das Direktorium.
„Gesellschaftszweck ist der Ausbau und die Unterhaltung von Sammlungen zur bildenden Kunst und Kulturgeschichte, insbesondere mit ostfriesischem Bezug und hier besonders des Ostfriesischen Landesmuseums.“

## Emder Jahrbuch für historische Landeskunde Ostfrieslands
Das Emder Jahrbuch für historische Landeskunde Ostfrieslands ist heute die einzige wissenschaftliche Fachzeitschrift Ostfrieslands, in der Ergebnisse historischer und landeskundlicher Forschung veröffentlicht werden. 1872 begannen Mitglieder der KUNST, Ergebnisse aus ihren wissenschaftlichen Zusammenkünften im „Jahrbuch der Gesellschaft für bildende Kunst und vaterländische Altertümer von 1820“ zu veröffentlichen. Die Resonanz war von Beginn an sehr hoch. Nach dem Zweiten Weltkrieg musste die KUNST alle Mittel auf ihre Sammlungen konzentrieren. Das Jahrbuch hatte im Laufe der Zeit allerdings solch ein hohes wissenschaftliches Ansehen erlangt, dass die Ostfriesische Landschaft und das ehemalige Staatsarchiv Aurich (seit 2014: Niedersächsisches Landesarchiv (Standort Aurich)) ab 1949 den Verlag dieses Periodicums übernahmen und damit das Fortbestehen sicherten. Im Jahr 1995 erfolgte die Umbenennung in „Emder Jahrbuch für historische Landeskunde Ostfrieslands“.
Heute wird das Emder Jahrbuch gemeinsam von der KUNST, der Ostfriesischen Landschaft, der Gerhard ten Doornkaat Koolman-Stiftung, der Stiftung Johannes a Lasco Bibliothek, Große Kirche Emden und dem Niedersächsischen Staatsarchiv in Aurich herausgegeben.
Mitglieder erhalten alljährlich ein Exemplar, das zugleich den Jahresbericht der Gesellschaft fasst.

## 1820dieKUNST

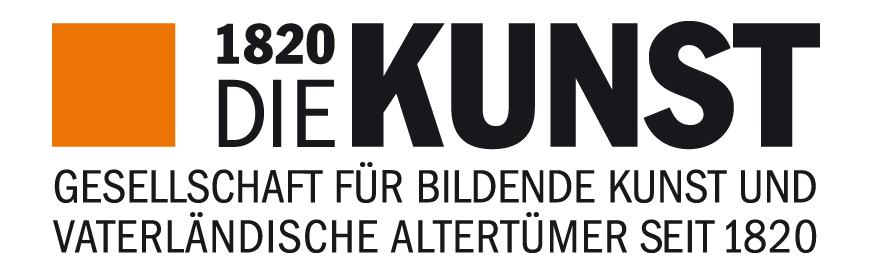

In der Mitgliederversammlung 2010 war das Ziel ausgesprochen worden, neue Wege in der Ansprache junger Menschen zu beschreiten. Dazu wurden verschiedene Maßnahmen auf den Weg gebracht, die zur Modernisierung des Vereins beitragen sollen. In Zusammenarbeit mit der Hochschule Emden/Leer wurde ein Marketingkonzept zur Mitgliedergewinnung und Mitgliederbindung entwickelt. Dieses beinhaltete eine Reihe von Modernisierungsmaßnahmen, die seitdem schrittweise umgesetzt werden.
So wurde im gleichen Jahr offiziell die Kurzform „1820dieKUNST“ eingeführt. Neben dem traditionellen Namen findet sich dieser auch im neuen Logo der Gesellschaft wieder. Die in der Mitgliederversammlung am 29. März 2011 einstimmig verabschiedete neue Satzung gibt der Gesellschaft – entsprechend dem frisch etablierten Leitbild – eine schlankere Organisationsstruktur und betont erneut den Hauptzweck Ausbau und Unterhaltung von Sammlungen zur bildenden Kunst und Kulturgeschichte.
Neben der Sammlung und der Präsentationsplattform Landesmuseum hat die KUNST heute weitere Angebote für ihre Mitglieder. Mehrmals im Jahr treffen sie sich zu Kunst- und Kulturreisen oder besuchen gemeinsam Filmvorführungen und Ausstellungen. Zudem veranstaltet die Gesellschaft für Mitglieder und Gäste regelmäßig Vorträge und Gesprächsrunden (Dienstagsrunde) zu kunst- und kulturhistorischen Themen.
Durch die Unterstützung von Sonderausstellungen und verschiedenen Publikationen ist die KUNST auch in der regionalen Kunst- und Geschichtswissenschaft aktiv. Sie leistet damit einen Beitrag zum gesellschaftlichen und kulturellen Leben in Ostfriesland.
Im Jahr 2012 hatte 1820 der Verein 701 Mitglieder.

## Leitbild
Der Verein versteht sich als eine regionale Kulturgesellschaft für jedermann. Der Verein begreift sich damit als lebendiger Teil der Identität Ostfrieslands, will dessen Kultur bewahren und gleichzeitig erlebbar machen. 1820dieKUNST sieht sich als Impulsgeber für die Region und fördert aktiv Kultur und Wissenschaft. Grundlage der Arbeit ist ein übergreifendes Netzwerk zwischen kulturellen, wirtschaftlichen und politischen Institutionen. Die Gesellschaft versteht sich als Plattform des interdisziplinären Austausches zwischen Tradition und Moderne.
Die Sammlung und Erhaltung der Kulturgüter steht im Zentrum der Arbeit. Im Rahmen des gesellschaftlichen Auftrages soll 1820dieKunst dauerhaft zwischen kultureller Vergangenheit und Zukunft vermitteln. Auf dieser Grundlage gestaltet sie vielschichtige Ereignisse auf sozialer und emotionaler Ebene.
Der Verein soll moderne Vereinsführung mit Tradition verbinden. Besondere Wertschätzung gilt nach eigenen Angaben den Mitgliedern, Stiftern, Förderern und ehrenamtlich Tätigen, die das Fundament der Gesellschaftsarbeit bilden.

## Sammlung
Der Verein  verfügt über die umfangreichste Sammlung Kunst-, Kultur- und historischer Objekte ostfriesischer Geschichte.
Die umfangreiche Gemäldesammlung umfasst in erster Linie Werke niederländischer Künstler des 16. bis 18. Jahrhunderts. Zur Sammlung gehören jedoch auch Gemälde des 19. und 20. Jahrhunderts im Bereich der bedeutenden Emder, ostfriesischen und norddeutschen Künstler.
Die Druck- und Grafiksammlung enthält neben künstlerischen Werken auch Landkarten oder andere Gebrauchsdrucke bzw. -grafiken mit einem Bezug zu Emden, Ostfriesland und den angrenzenden Niederlanden.
Die Sammlung von Plastiken besteht vorwiegend aus Werken der vorreformatorischen Kirchenkunst.
Die Silbersammlung umfasst Gebrauchssilber, aber auch Ziersilber der vergangenen Jahrhunderte. Objekte des Alltags, wie Besteck, Fingerhüte, Kämme etc. ergänzen dabei die Sammlung von Schmuck und feinem Kunsthandwerk.
Unter den archäologischen Funden befinden sich Gebrauchsgegenstände sowie Teile von Bauwerken. Sie stammen aus den frühen Besiedlungsphasen der ostfriesischen Halbinsel bis hin zur frühen Neuzeit. Das bekannteste Objekt ist der Mann von Bernuthsfeld, eine der ältesten und für die Wissenschaft interessantesten Moorleichen Deutschlands.
In der Münzsammlung ist neben zahlreichen historischen Gedenkmedaillen eine nahezu vollständige Sammlung zur Münzgeschichte Ostfrieslands zu sehen. Ebenso sind die Prägewerkzeuge aus der Zeit erhalten, als in Emden noch Münzen hergestellt wurden.
Alltagsgegenstände verschiedener Art zeigen die kulturgeschichtliche Entwicklung Ostfrieslands. Aus Nachlässen und Schenkungen wurden Gegenstände, wie z. B. Puppenhäuser, Bekleidung, Porzellan, Zinnwaren oder Keramik zusammengetragen.
Die Möbelsammlung umfasst zahlreiche Einrichtungsgegenstände aus den jüngeren Epochen der ostfriesischen Geschichte.
In der umfassenden Bibliothek der Kunst mit Werken aus dem 16. bis 20. Jahrhundert finden sich zum Beispiel Fachbücher zur Kunst- und Kulturgeschichte, zur Zeitgeschichte, zur Literatur aus und über Ostfriesland. Auch Zeitschriften und sonstige Periodica bilden die Bibliothek mit ca. 14.000 Bänden.